# Reed-Syndrom
Die Reed-Syndrom (Familiäre Leiomyomatose) ist eine sehr seltene Erbkrankheit mit dem Auftreten zahlreicher Leiomyome überwiegend in der Haut, aber auch der inneren Organe und Entartungsmöglichkeit.
Synonyme sind: Familiäre Leiomyomatose mit renalem Karzinom; Familiäre multiple kutane Leiomyome; HLRCC; Hereditäre multiple kutane Leiomyome; Leiomyomatose, hereditäre; Leiomyome, kutane multiple, familiäre Form; MCUL; Multiple Leiomyome, kutane und uterine; Reed-Syndrom
Die Namensbezeichnung bezieht sich auf den Erstautoren einer Beschreibung aus dem Jahre 1973 durch William B. Reed, R. Walker und Richard Horowitz.

## Verbreitung
Die Häufigkeit ist nicht bekannt, bislang wurde über etwa 300 betroffene Familien berichtet, die Vererbung erfolgt autosomal-dominant.

## Ursache
Der Erkrankung liegen Mutationen im FH (HLRCC)-Gen auf Chromosom 1 Genort q43 zugrunde, welches für  Fumarat-Hydratase kodiert.
Mutationen in diesem Gen liegen auch der Fumarazidurie zugrunde.

## Klinische Erscheinungen
Klinische Kriterien sind:
- Knötchenbildung in der Haut, häufig  Oberarm,  aber auch Beine,  Stamm und  Gesicht
- zahlenmäßige Zunahme der Leiomyome über Jahrzehnte
- oft Leiomyome des Uterus
- assoziiert mit papillärem Nierenzellkarzinom

## Geschichte
Die erste Beschreibung erblicher Leiomyome stammt aus dem Jahre 1958 durch H.W. Kloepfer und Mitarbeiter.
Die Kombination mit Uterusleiomyomen wurde 1964 von E. J. Rudner und Mitarbeitern beschrieben.